# Пели, Гиора
Гиора Пели (урожд. Пильщик; англ. Giora Peli, Gyora Pilshchik, ивр. גיורא פלאי‎, 21 августа 1936 — июль 2020) — израильский шахматист, старший международный мастер ИКЧФ (2002).
Участник нескольких чемпионатов Израиля. Лучший результат — 5-е место в 1965 г. Чемпион Израиля среди юношей 1954 г.
В составе сборной Израиля участник шахматной олимпиады 1958 г. и двух командных чемпионатов мира среди студентов (1959 и 1962 гг.).
Активно играл по переписке. В составе сборной Израиля участник отборочных соревнований заочной олимпиады. Участник четвертьфинала 15-го чемпионата мира, полуфиналов 22-го и 24-го чемпионатов мира.

## Основные спортивные результаты
| Год  | Город           | Соревнование                                                          | + | − | = | Результат | Место |
| ---- | --------------- | --------------------------------------------------------------------- | - | - | - | --------- | ----- |
| 1954 |                 | Юношеский чемпионат Израиля                                           |   |   |   |           | 1     |
| 1957 | Тель-Авив       | Чемпионат Израиля                                                     |   |   |   | 8½ из 15  | 6     |
| 1958 | Мюнхен          | XIII Олимпиада (сборная Израиля, запасной)                            | 3 | 2 | 2 | 4 из 7    |       |
| 1959 | Будапешт        | Командный чемпионат мира среди студентов (сборная Израиля, 4-я доска) | 5 | 5 | 2 | 6 из 12   |       |
| 1962 | Марианске-Лазне | Командный чемпионат мира среди студентов (сборная Израиля, 3-я доска) | 6 | 3 | 1 | 6½ из 10  |       |
| 1965 | Тель-Авив       | Чемпионат Израиля                                                     | 6 | 5 | 4 | 8 из 15   | 7—8   |
| 1974 | Тель-Авив       | Чемпионат Израиля                                                     | 3 | 7 | 5 | 5½ из 15  | 12—13 |